# Apolemichthys arcuatus
Espèce
Synonymes
- Desmoholacanthus arcuatus (Gray, 1831)
- Holacanthus arcuatus Gray, 1831

Statut de conservation UICN

 LC  : Préoccupation mineure
Apolemichthys arcuatus est une espèce de poisson osseux de la famille des Pomacanthidés. Présent dans les récifs coralliens de Hawaï et de l'atoll Johnston, il peut atteindre 18 cm.

## Systématique
Le nom valide complet (avec auteur) de ce taxon est Apolemichthys arcuatus (Gray, 1831).
L'espèce a été initialement classée dans le genre Holacanthus sous le protonyme Holacanthus arcuatus Gray, 1831.
Apolemichthys arcuatus a pour synonymes :
- Desmoholacanthus arcuatus (Gray, 1831)

- Holacanthus arcuatus Gray, 1831